# Sky Witness
Sky Witness (anteriormente Living, LivingTV, LIVINGtv e depois Sky Living) é um canal de televisão pago britânico de propriedade e operado pela Sky Group, uma divisão da Comcast. Originalmente, a programação do canal era voltada a mulheres e jovens. Recentemente, com programas como CSI: Crime Scene Investigation, Blindspot, The Rookie, Chicago P.D., Chicago Fire, FBI e Blue Bloods, o canal tem se dedicado principalmente à transmissão de programas dramáticos dos Estados Unidos e ampliou seu alcance de público, incluindo homens de 18 a 45 anos.

## História
O UK Living começou a transmitir em 1 de setembro de 1993, como parte da rede de multicanais da Sky. Foi originalmente propriedade de uma sociedade entre o ex-proprietário da franquia ITV London Thames Television, Tele-Communications Inc. e a companhia de comunicações a cabo Cox Enterprises, com um orçamento de £25 milhões. O canal era voltado principalmente para mulheres de 25 a 45 anos, exibindo filmes, dramas, programas de entrevistas e novelas. A maior parte de sua programação original veio das bibliotecas de programas da Thames Television e da BBC. Um aspecto único foram as repetições de programas como Kilroy, Anne e Nick e Floyd, que foram exibidos uma semana depois de serem transmitidos na televisão convencional.
Em janeiro de 1994, a Flextech (mais tarde conhecida como Virgin Media Television e Living TV Group), adquiriu ações da TCI no UK Living como parte de um acordo entre as duas empresas.
Em 1996, a divisão Flextech da Telewest ganhou controle total, após comprar a Thames e Cox Enterprises. Pouco depois, o canal deixou de depender da programação da BBC e aumentou sua produção de programação americana.
Em 1997, quando a BBC e a Flextech lançaram aos canais UK Style, UK Horizons e UK Arena, foi decidido que UK Living permaneceria um canal separado. Dessa forma, teve que remover a marca "UK" para evitar ser confundida com os serviços do UKTV, passando a se chamar Living.

### Aquisição pela Sky
A BSkyB anunciou em 25 de outubro de 2010, que o Living seria rebatizado como Sky Living no início de 2011, movendo de posição no EPG da Sky do canal 112 para 107, entre Sky One e Sky Atlantic, para melhorar sua programação de entretenimento. Como parte de uma tentativa de atrair mais os homens, a marca rosa do canal foi substituída por um logotipo azul e prata em setembro de 2013.
Em 8 de junho de 2018, a Sky anunciou que o canal seria rebatizado como Sky Witness no dia 6 de agosto de 2018, encerrando a marca Living após 25 anos.
Após a aquisição da Sky pela Comcast, grande parte da programação anteriormente exibida no Universal TV foi transferida para o Sky Witness, permitindo que o Universal TV fosse fechado e substituído pelo Sky Comedy.